# Кристалізація

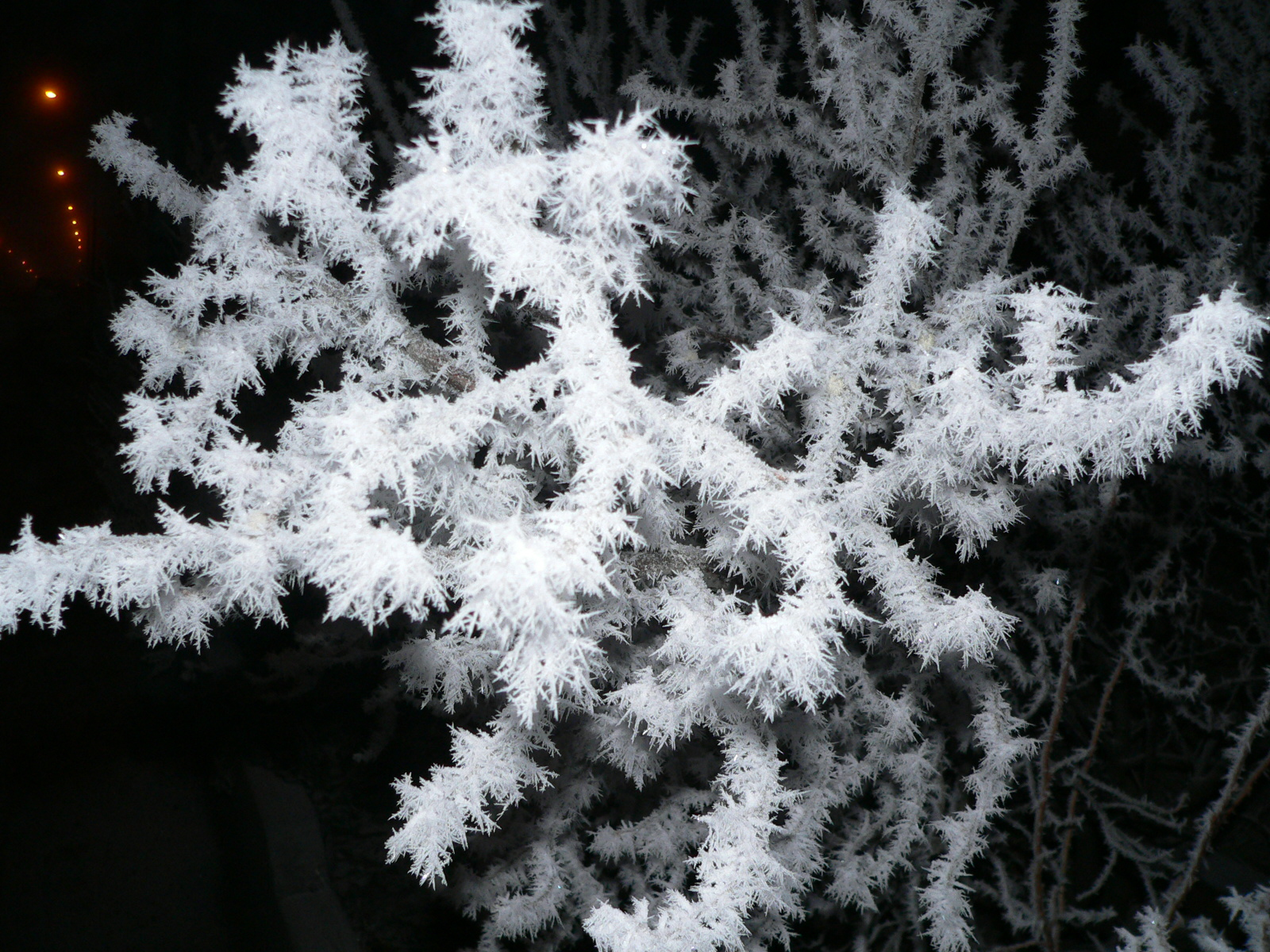
Кристалізація води

Кристаліза́ція (англ. crystallisation, нім. Kristallisation, англ. Crystallization) — процес виділення з розчину надлишку розчиненої речовини у вигляді кристалів або перехід речовини з газоподібного, рідкого (розчину чи розплаву) або твердого (аморфного) станів у кристалічний.

## Загальна характеристика
Кристалізація — процес утворення кристалів з пари, розчинів або розплавів та з речовини в іншому кристалічному або аморфному стані. Кристалізація починається при досягненні деяких граничних умов, наприклад, переохолодженні рідини або перенасиченні пари, коли практично миттєво виникає багато дрібних кристаликів — центрів кристалізації. Кристалики ростуть, приєднуючи атоми з рідини або пари. Ріст граней кристалу відбувається пошарово, краї незавершених атомних шарів (сходинки) при рості рухаються вздовж граней. Залежність швидкості росту від умов кристалізації приводить до різноманітності форм росту та структури кристалів (багатогранні, пластинчасті, голчасті, скелетні, дендритні та інші форми, олівцеві структури тощо). В процесі кристалізації також виникають різні дефекти кристалічної ґратки (див. дислокації).
Якщо насичений при високій температурі розчин твердої речовини охолодити, то з нього буде виділятися надлишок розчиненої речовини у вигляді кристалів, а в розчині залишатиметься така її кількість, яка утворює насичений розчин при нижчій температури, такий процес називається кристалізацією.
Процес кристалізації відбувається і при випарюванні розчину. При цьому внаслідок виділення певної кількості води ненасичений спочатку вихідний розчин стає насиченим, а потім і пересиченим, який легко розкладається, і надлишок розчиненої речовини виділяється у вигляді кристалів.
Так, коли взяти 100 г води, то для одержання насиченого розчину нітрату калію KNO3 при 20 °C потрібно розчинити 31,5 г цієї солі, а при 100 °C — 245 г. Якщо ж тепер цей насичений при 100 °C розчин охолодити, то з нього будуть виділятися кристали KNO3, а розчин весь час залишатиметься насиченим. При 20 °C в розчині залишиться 31,5 г KNO3, а решта 213,5 г (245 г — 31,5 г—213,5 г) виділиться в осад у вигляді кристалів, які можна відфільтрувати.
Від умов кристалізації залежить розмір утворюваних кристалів. Великі кристали утворюються при дуже повільному і спокійному охолодженні насиченого при високій температурі розчину або при дуже повільному і спокійному його випарюванні. При швидкому охолодженні і інтенсивному перемішуванні насиченого розчину або при швидкому його випарюванні виникають дрібні кристали. Чим швидше охолодження й інтенсивніше перемішування розчину, тим дрібніші кристали.
При цьому деякі речовини, наприклад NaCl, KCl, KClO3 і багато інших, кристалізуються в безводному стані. Інші ж речовини, як CuSO4, FeSO4, Na2CO3 тощо, утворюються у вигляді кристалогідратів — CuSO4•5H2O (мідний купорос), FeSO4•7H2O (залізний купорос), Na2CO3•10H2O (кристалічна сода) і т. д.

### Центр кристалізації
Це кристалічний зародок (затравка), з якого починає рости кристал. Розрізняють домішкові і спонтанні центри кристалізації.

### Кристалізаційна вода
Див. вода кристалізаційна.
Вода, що входить до складу кристалогідратів, називається кристалізаційною. Кристалізаційна вода хімічно зв'язана з речовиною, внаслідок чого кристалогідрати за своїми властивостями відрізняються від безводної солі. Так, мідний купорос CuSO4•5H2O являє собою досить крупнокристалічну речовину синього кольору, який при сильному нагріванні розкладається (втрачає кристалізаційну воду і перетворюється в безводний сульфат міді CuSO4 — порошкувату речовину білого кольору). Якщо ж білий порошок CuSO4 змочити водою, то він нагрівається і знову перетворюється в крупнокристалічну речовину синього кольору.

### Послідовність кристалізації мінералів
Послідовність кристалізації — порядок, за яким мінерали виділяються з магми, а також з гарячих і холодних розчинів. Він визначається термодинамічними і фізико-хімічними особливостями самого мінералотвірного середовища, а також індивідуальними властивостями і кількістю хімічних елементів, які утворюють мінерали.

### Фаза кристалізації
ФАЗА КРИСТАЛІЗАЦІЇ ЕФУЗИВНА — у мінералогії — фаза кристалізації лави після її виливу на поверхню. З нею пов'язано утворення основної маси порфірових гірських порід. Протилежне — фаза кристалізації інтрателурична.
ФАЗА КРИСТАЛІЗАЦІЇ ІНТРАТЕЛУРИЧНА — у мінералогії — період кристалізації мінералів під час застигання магми всередині земної кори ще до виверження її на поверхню. Протилежне — фаза кристалізації ефузивна.

### Кристалізаційний тиск
Кристалізаційний тиск — тиск, що виявляється в кристалічній фазі при її перетворенні в умовах зіткнення з живильним рідким або газовим розчином. Мінерали, які при даному складі порових розчинів мають великий кристалізаційний тиск, розростаються за рахунок мінералів з меншим кристалізаційним тиском, викликаючи їх розчинення, поки при довільному складі порового розчину не залишиться тільки один мінерал з найбільшим кристалізаційним тиском. Д.Коржинський (1957) пояснює цим мономінеральність кінцевих стадій метасоматичних заміщень.

## Дотичні терміни
Кристалізаційний (рос. кристаллизационный, англ. crystallizing; нім. Kristallisations…) — пов'язаний з кристалізацією;
- Кристалізаційний апарат — прилад для кристалізації яких-небудь речовин;
- Вторинна кристалізація — процес зміни кристалічної структури речовини, що відбувається в цій же речовині після первинної кристалізації, звичайно цей процес має суттєво меншу швидкість.
- Протитечійна кристалізація (потокова кристалізація)[1]